# Elezioni legislative in Francia del 1902
Le elezioni legislative in Francia del 1902 per eleggere i 589 membri della Camera dei Deputati si sono tenute dal 27 aprile all'11 maggio. Il sistema elettorale utilizzato fu un maggioritario a doppio turno per ogni arrondissement.
Le elezioni furono dominate dall'affare Dreyfus esploso nel 1894: l'intero agone politico si trovò contrapposto tra "antidreyfusardi", ovvero revanscisti e antisemiti, e "dreyfusardi", ovvero le sinistre e alcuni cattolici che defendevano l'innocenza del colonnello Alfred Dreyfus. La composizione del Parlamento seguente alle elezioni fu ben descritta dall'allora Presidente Félix Faure nei suoi diari, denotando il declino del repubblicanesimo "opportunista" e il consolidamento di coalizioni alternative dentro la Camera.

## Risultati
|                                  |                                                 |            |      |       |
| Partito                          | Partito                                         | Voti       | Voti | Seggi |
| Partito                          | Partito                                         | Numero     | %    | Seggi |
|                                  | Partito Radical-Socialista (PRRRS)              | 1 842 387  | 21,9 | 129   |
|                                  | Repubblicani Progressisti (RP)                  | 1 808 736  | 21,5 | 127   |
|                                  | Socialisti indipendenti (SI)                    | 1 489 052  | 17,7 | 104   |
|                                  | Destra (DR)                                     | 1 270 321  | 15,1 | 89    |
|                                  | Unione Democratica (UD)                         | 883 336    | 10,5 | 62    |
|                                  | Socialisti rivoluzionari e parlamentari (SR-SP) | 614 129    | 7,3  | 43    |
|                                  | Azione Liberale Popolare (ALP)                  | 504 763    | 6,0  | 35    |
| Totale voti                      | Totale voti                                     | 8 412 724  | 100  | 589   |
| Elettori iscritti                | Elettori iscritti                               | 11 058 702 | –    | –     |
| Astenuti                         | Astenuti                                        | 2 645 978  | 23,9 | –     |
| Fonte: Lingane, France Politique |                                                 |            |      |       |